# S-Crew
S-Crew, stylisé $-Crew depuis 2015, est un groupe de rap français, originaire de Paris. Le groupe publie un premier album studio intitulé Seine Zoo en 2013, et un deuxième intitulé Destins liés en 2016. Après une pause de six ans, le groupe réalise son retour avec SZR2001 le 10 juin 2022.

## Biographie

### Débuts
À la base le groupe s’est formé en 2001 à Paris composé d'une dizaine d'amis. Au fur et à mesure, les plus passionnés restent et un noyau dur se crée, il est principalement composé de Nekfeu (également membre du groupe 1995), des deux frères Framal et Mekra ,. À cette même époque, en 2008-2009, 2zer Washington commence à les côtoyer, ils deviennent amis et est invité en featuring avec eux sur leur premier projet « Même signature ». En 2010, à la suite de nombreuses collaborations, 2zer est invité à rejoindre officiellement l'équipe.
Ils sont également accompagnés des beatmakers : DJ Elite (sur Seine Zoo et en tournée) et, plus récemment Hugz Hefner (sur Destins Liés). Ils font tous partie du collectif L'Entourage.
Le S-Crew publie sa première mixtape, Même signature, en février 2010. Il enchaîne ensuite avec Métamorphose en 2012.

### Premier album:Seine Zoo
En 2013, le S-Crew annonce un premier album studio intitulé Seine Zoo. La liste des titres est dévoilée en août 2013. Seine Zoo est publié le 30 septembre 2013[réf. nécessaire]. Après sa sortie, le groupe est interviewé, et se produit en live pour plusieurs médias nationaux dont 20 minutes, Canal+ (Le Before du Grand Journal) ou encore Skyrock. Le groupe part en tournée en France pour le Seine Zoo Tour (2013-2014) avec une date à La Cigale de Paris en mars 2014 et au Bataclan en octobre 2014.

### Second album:Destins liés
Après un projet avec le collectif L'Entourage en 2014 (album Jeunes Entrepreneurs) et un projet solo de Nekfeu en 2015 (album Feu), le $-Crew redevient plus actif (les différents membres sortant toujours quelques freestyles ou sons sur YouTube et étant toujours en tournée) en 2016 et signe le générique français du film Creed : L'Héritage de Rocky Balboa. Le second album studio du $-Crew intitulé Destins liés sort le 17 juin 2016, et se classe à la première place du top album français.
Le $-Crew a participé en 2017 à la 4ᵉ édition d'AbbéRoad, concert caritatif de la Fondation Abbé Pierre, qui cette année était une carte blanche à Nekfeu.

### Retour en 2022:SZR2001
Après une pause de six ans, le S-Crew annonce son retour avec un nouvel album intitulé SZR 2001 prévu pour 10 juin 2022. Cet album contient 16 titres + 4 bonus dont des featurings avec Alpha Wann, PLK & Doums.

## Origines

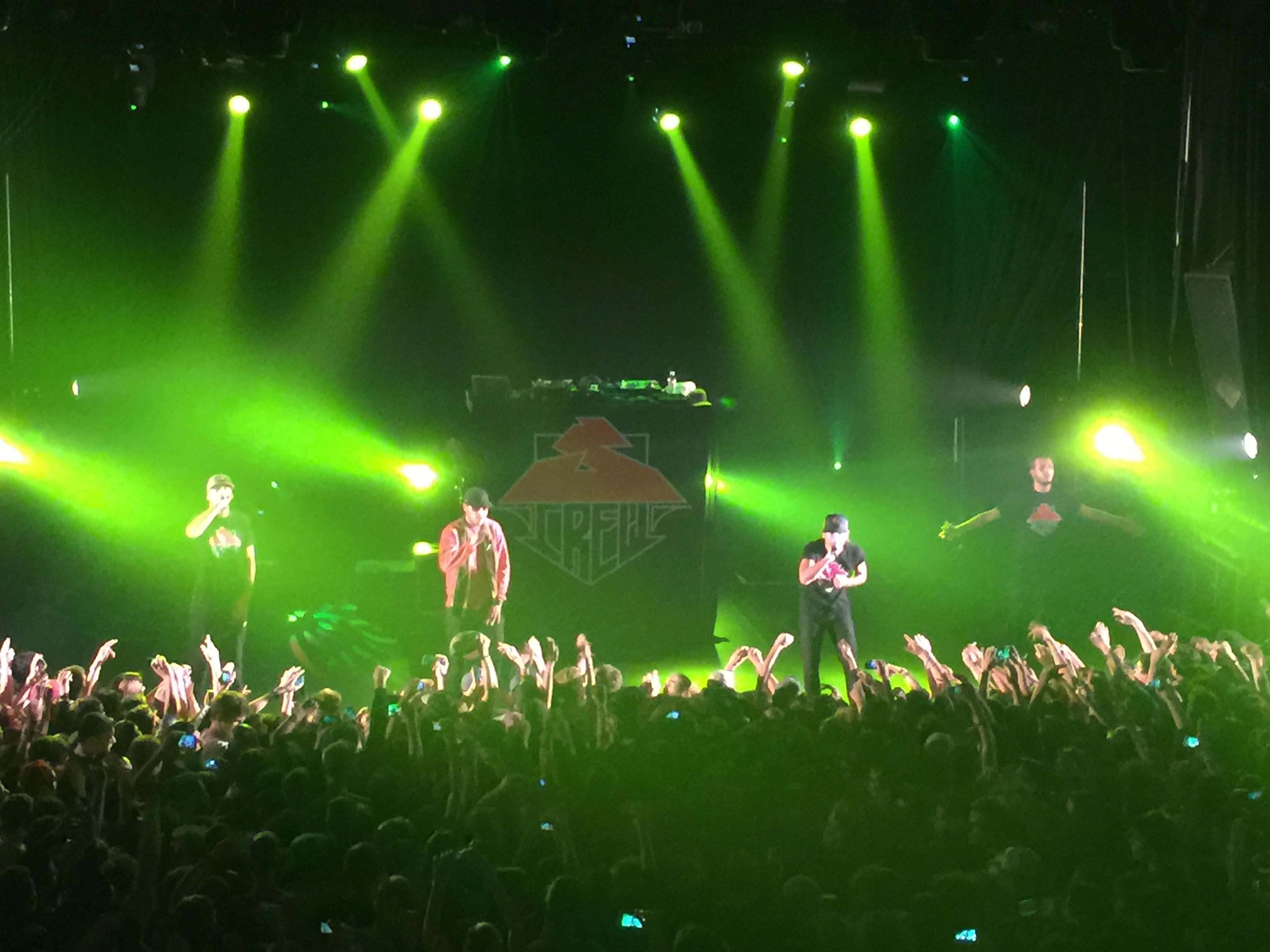
Lors du concert du S-Crew au Bataclan en octobre 2014.

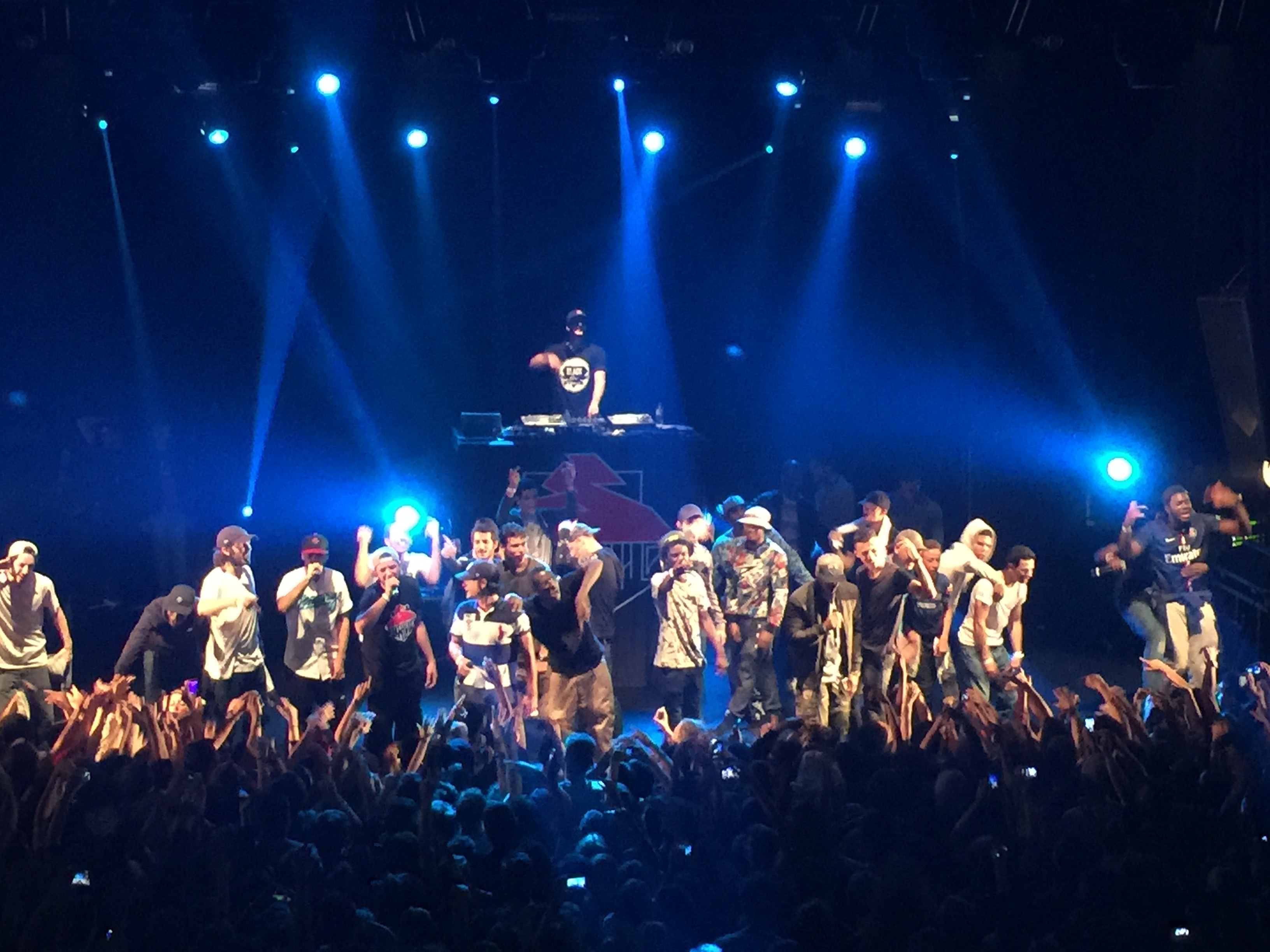
Lors du concert du S-Crew au Bataclan en octobre 2014.

### Pseudonymes
Le pseudonyme de Nekfeu est le verlan de son prénom Ken, un jeu de mots avec feu mais aussi le verlan de fennec, surnom qui lui est attribué par ses amis d'enfance Mekra et Framal dont les noms signifient respectivement « cramé » et « malfrat » en verlan.
Le pseudonyme de Théo Lellouche fait d'abord référence au 20e arrondissement de Paris dont il est originaire (2zer vient de Deux Zéro, soit les deux derniers chiffres du code postal du 20ᵉ arrondissement, 75020). La particule Washington, rajoutée plus tard, fait référence à son acteur préféré, Denzel Washington,.

### Nom du groupe
Le nom du groupe a de nombreuses significations : le « S » de S-Crew signifie « sept », « sauvages », « sud » (en référence au sud de la ville de Paris, d'où viennent Nekfeu, Framal et Mekra, plus précisément du XVe arrondissement) ou encore « Seine ». De plus, S-Crew est un jeu de mots, car le nom du groupe ressemble phonétiquement à « escrocs ». Il est possible qu'il y ait aussi un jeu de mots avec le terme anglais screw. Ce n'est qu'à partir de 2009 que le groupe devient actif. Le groupe du S-Crew fait lui-même partie du collectif L'Entourage.

## Discographie

### Clips vidéo
| Titre                     | Année | Album / mixtape  | Réalisateur[pertinence contestée] |
| ------------------------- | ----- | ---------------- | --------------------------------- |
| Vorace                    | 2011  | Métamorphose     | Ya Minch                          |
| Compte sur nous           | 2012  | Métamorphose     | Ya Minch                          |
| Nikes On My Feet (remix)  | 2012  | Métamorphose     | Ya Minch                          |
| Métamorphose              | 2012  | Métamorphose     | Les Marqueurs                     |
| Incompris                 | 2012  | —                | Gonzak & Khasanov                 |
| La danse de l'homme saoul | 2013  | Seine Zoo        | Elise (Red Line Prod)             |
| Du vécu                   | 2013  | Seine Zoo        | NC                                |
| Mac Cain                  | 2013  | Seine Zoo        | Gonzak & Khasanov                 |
| Les parisiennes           | 2013  | Seine Zoo        | NC                                |
| Question d'honneur        | 2015  | Feu (rééedition) | DisquetteProd                     |
| Jusqu'au bout             | 2016  | Destins liés     | Tristan Trégant (Daylight Prod)   |
| On va le faire            | 2016  | Destins liés     | Jules Gondry                      |
| C'est pas un film         | 2016  | Destins liés     | GVRCH                             |
| J'aurais pas dû           | 2016  | Destins liés     | Syrine Boulanouar                 |
| Fausse note               | 2016  | Destins liés     | TBMA                              |
| Démarre                   | 2016  | Destins liés     | Ousmane Ly                        |
| Félins                    | 2017  | Destins liés     | Ousmane Ly                        |
| 22                        | 2022  | SZR2001          | Bleu désert                       |
| Encore                    | 2022  | SZR2001          | Pressure Agency                   |

## Classements
| Année | Album        | Meilleure position | Meilleure position | Meilleure position | Certifications | Notes                                          |
| Année | Album        | FR                 | BEL (FR)           | SUI                | Certifications | Notes                                          |
| ----- | ------------ | ------------------ | ------------------ | ------------------ | -------------- | ---------------------------------------------- |
| 2013  | Seine Zoo    | 13                 | 44                 | —                  | —              | + de 7 400 exemplaires vendus                  |
| 2016  | Destins liés | 1                  | 3                  | 5                  | Platine        | + de 100 000 exemplaires vendus                |
| 2022  | SZR 2001     |                    |                    |                    |                | + de 30 000 exemplaires vendues (précommandes) |